# 乾闼婆

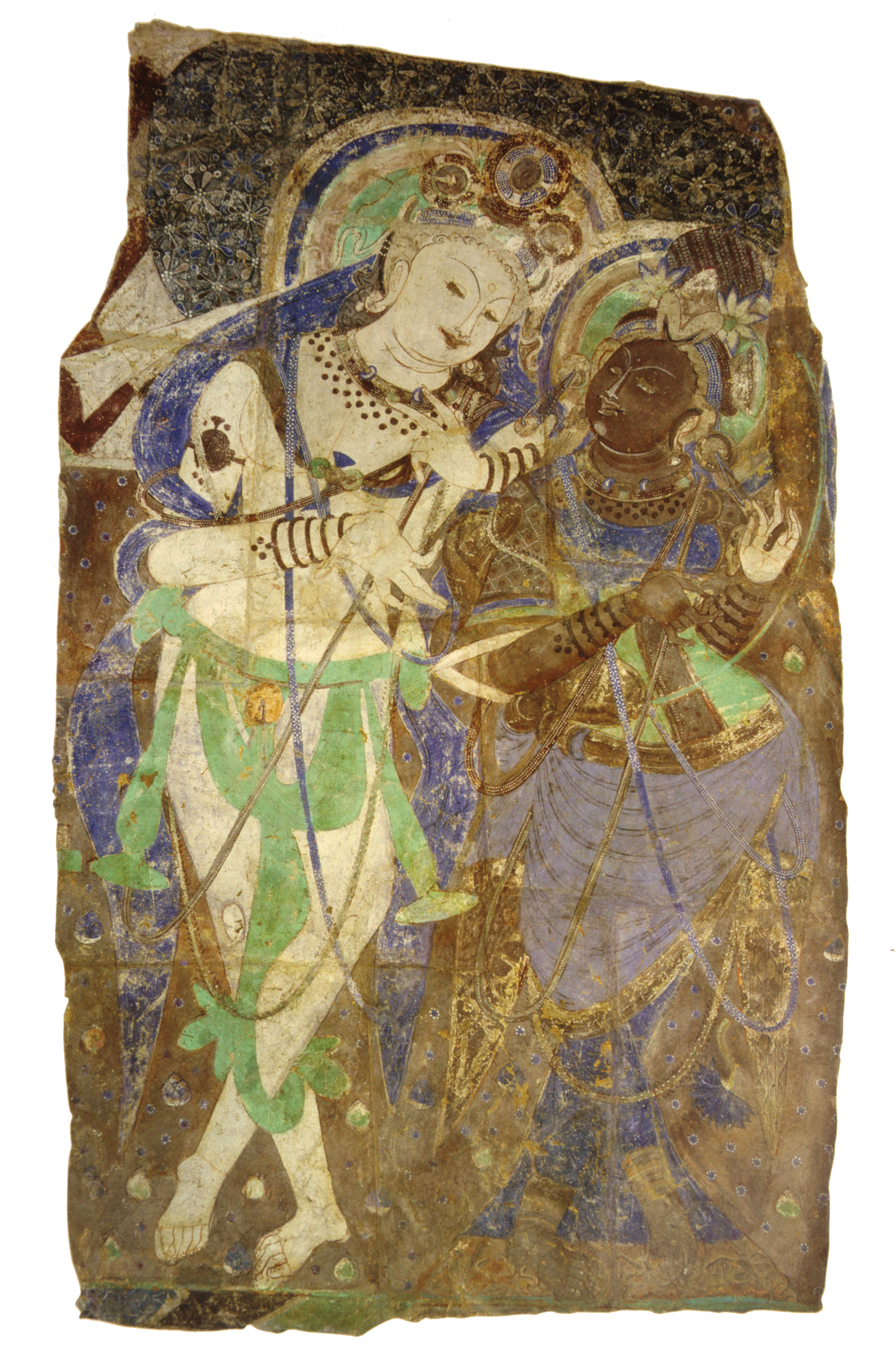
新疆维吾尔自治区阿克苏地区拜城縣克孜爾鄉烏堂村克孜尔石窟第171窟的乾闥婆壁畫

乾闼婆（羅馬化：Gandharva），在印度宗教中，是一种以香味為食的神族，能表演音樂、節目；又音譯爲樂乾闥婆王、健達婆、犍達縛、健闥婆、乾沓和、乾沓婆、彥達縛、康達婆，又称作犍陀羅（Gandhara），意譯有香神、香音神、嗅香或尋香行等。其女性為乾闼毗（羅馬化：Gandharvī），在佛經中因其是入胎的“三事和合”之一，也有人翻譯做香陰。

## 簡介

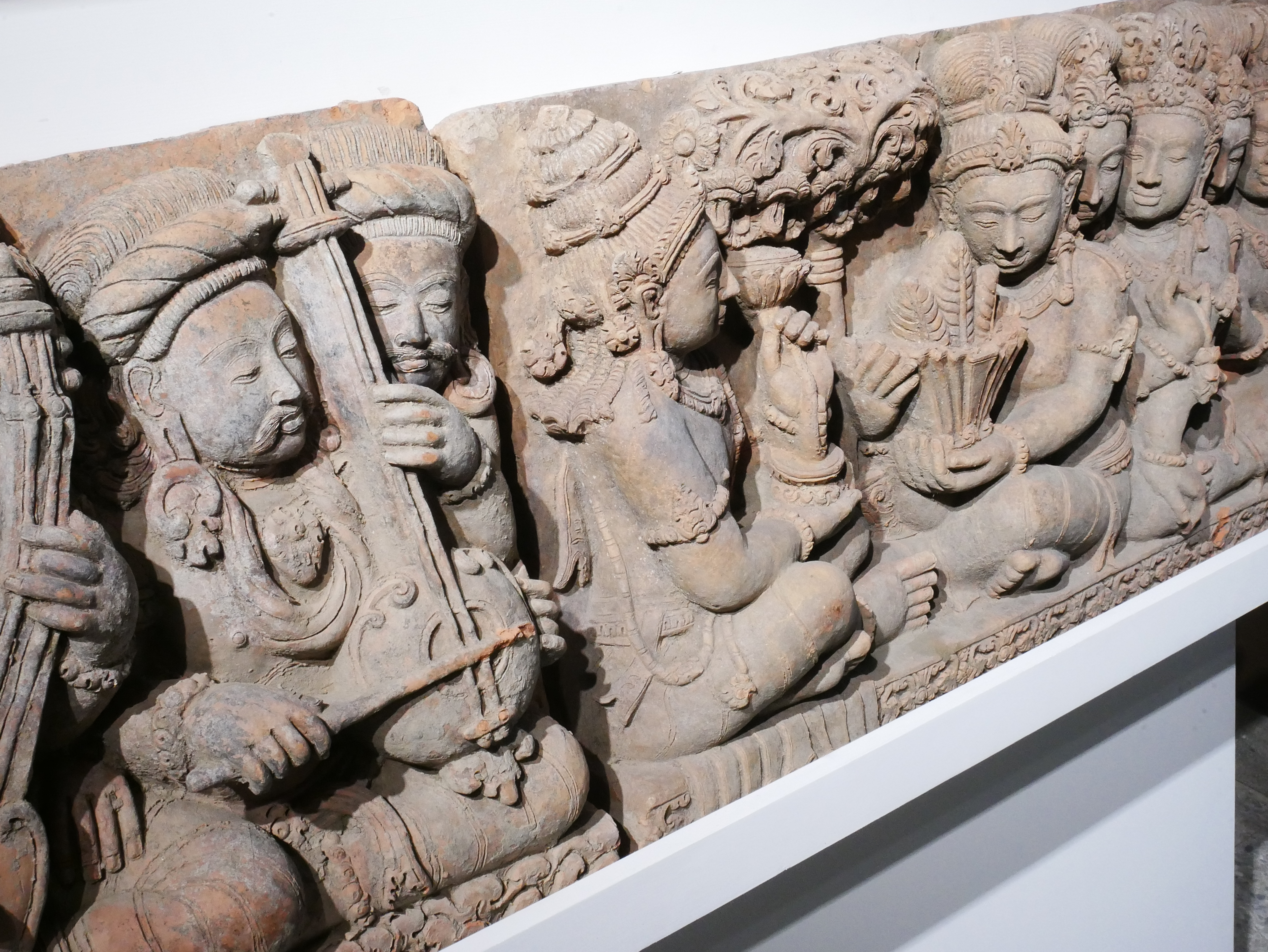
乾闥婆天人樂團（爪哇，16世紀）

其名稱中，是香氣之意。乾闼婆是男性，乾闼毗为女性，不食酒肉只寻香气作为滋养，會從身上發出香氣。為服侍因陀罗的乐神，負責為眾神在宮殿裡奏發美麗的音樂。
乾闼婆的首领是画军。他們都从身上发出浓冽的香气，乾闼婆在梵语中又是“变幻莫测”的意思，魔术师也叫“乾闼婆”，海市蜃楼叫做“乾闼婆城”（梵語作）。香气和音乐都缥缈隐约，难以捉摸。
迦槃陀(Vishvavasu)：《梨俱吠陀》的作曲者。Malyavan将女儿Anala嫁给他，他的女儿Pramadvara由圣人Sthulakesha养大，嫁给了仙人Ruru。

## 印度教
其起源久遠，《夜柔吠陀》記載，他為諸神看守蘇摩，但監守自盜，喝下蘇摩。他常誘惑人間女子，《阿闥婆吠陀》記載，乾闥婆是一個神明的族群，數目甚多，為天神之一。

## 佛教

### 大福報鬼
在佛教傳說中，乾闥婆是天界的樂神，居住在須彌山上，侍奉帝釋天，為八部眾之一。追逐香氣為食，或說其本身就會散發香氣。
在記載中，乾闥婆有男、女二種性別。有數位王者，如四乾闥婆王，有一个名叫童籠磨王。有說法認為，乾闥婆同时也為東方持國天王的部眾。在六道中，乾闥婆有屬於鬼道，或是屬於阿修羅这兩種說法存在。
投生到犍闥婆身的因緣，是少嗔、多佈施行善，喜歡演奏樂曲，而得的果報。

### 亡者的魂神
在古印度沙門傳統中，認為有情眾生在死後，其神識會繼續投胎輪迴，其胎神在入胎之前被稱为“香阴”。說一切有部發展出中有（中陰）學說，認為乾闥婆即是中有的異名。分別說部則發展出結生心、有分等學說。值得注意的是此處所提及的香陰不是指某種天眾，而是指在特定時刻因業力而出現的某種具感知能力的事物。